# Реєстр медіаторів
Реєстр медіаторів – це перелік фахівців, що надають послугу медіації. Відповідно до закону України "Про медіацію" - це відкритий та загальнодоступний перелік медіаторів, який ведеться об`єднаннями медіаторів або суб’єктами, що забезпечують проведення медіації, з дотриманням вимог законодавства щодо збирання, зберігання, використання та поширення конфіденційної інформації.
Реєстр медіаторів створений для забезпечення доступності інформації про медіаторів, підтримання якості послуги медіації та надання можливості обрати фахівця за спеціалізацією, досвідом, мовою спілкування чи іншими критеріями.

## Основні підходи до створення, ведення та функціонування реєстрів медіаторів
У світі найбільш популярні два підходи до створення, ведення та функціонування реєстрів медіаторів:
1) єдиний державний реєстр
Такий підхід передбачає створення єдиного загальнонаціонального реєстру, що ведеться державними органами або саморегульованими організаціями медіаторів.
Наприклад, у Туреччині такий реєстр ведеться Міністерством юстиції. Цей реєстр складається із списку медіаторів, які відповідають вимогам турецького законодавства та склали передбачений законодавством іспит. Звісно, що недержавні (приватні) організації можуть створювати власні списки медіаторів, проте вони не є офіційними, а медіатори. 
2) множинні реєстри
Цей підхід передбачає створення власних реєстрів медіаторів різними організаціями чи установами, що мають безпосередній зв'язок із медіаторами. Це можуть бути об'єднання медіаторів; національні чи приватні організації; організації, що здійснювали підготовку медіаторів; організації, які надають послуги медіації тощо. 
Варто відзначити, що даний підхід є найбільш популярний у Європі та світі. Він може передбачати як одночасну наявність державного та приватних реєстрів (наприклад, як у Австрії, Чехії, Австралії тощо), так і лише недержавні реєстри (наприклад, Україна, Велика Британія тощо).

## Реєстр медіаторів в Україні
В Україні законодавець визначив систему, за якої існують кілька реєстрів медіаторів без загального національного реєстру, але це не виключає можливості створення такого реєстру в майбутньому. Водночас, варто зазначити, що право на надання послуг медіації не залежить від включення медіатора до будь-якого з реєстрів, а відсутність у реєстрі не забороняє особі працювати медіатором.

## Принципи ведення реєстру медіаторів в Україні
1. Відкритість та загальнодоступність;
2. Добровільність включення;
3. Конфіденційність та захист персональних даних[1]

## Відомості, що вносяться до реєстру медіаторів в Україні
Відповідно до Закону України «Про медіацію»Закон України "Про медіацію" до реєстру медіаторів включаються такі відомості:
1. Прізвище, ім’я та по батькові (за наявності) медіатора;
2. Освіта;
3. Мова (мови) проведення медіації;
4. Кількість годин базової підготовки медіатора із зазначенням найменування суб’єкта освітньої діяльності, що здійснив підготовку;
5. Спеціалізація медіатора із зазначенням кількості годин спеціалізованої підготовки (за наявності);
6. Інформація про підвищення професійного рівня медіатора[1].

Реєстр може містити й інші відомості, визначені об’єднанням медіаторів чи суб’єктом, що забезпечує проведення медіації.

## Інструменти пошуку медіаторів
Відповідно до Закону України «Про медіацію» реєстри медіаторів розміщуються у відкритому доступі в мережі Інтернет. В Україні, на разі, відсутній єдиний державний реєстр медіаторів, водночас в мережі доступні реєстри різних організацій, які дозволяють обрати медіатора (медіаторів).
Об’єднання медіаторів та суб’єкти, які забезпечують проведення медіації, мають право самостійно визначати порядок створення та ведення реєстрів медіаторів, а також встановлювати вимоги до медіаторів, які можуть бути до них включені.
На разі, в Україні немає Єдиного реєстру медіаторів, однак для зручності пошуку медіатора портал Судова влада України пропонує міжорганізаційну платформу mediation-help.com. 
Дана платформа була створена за підтримки Європейського Союзу в рамках Проєкту «CONSENT: підвищення в Україні ролі альтернативного вирішення спорів з фокусом на медіацію», який реалізовує ГС «Українська академія медіації». Зареєструватися на цю платформу як медіатор може будь-яка особа, що пройшла базову підготовку медіатора, що вимагається законодавством, та отримала відповідний сертифікат.
Зазначена вище платформа надає інформаційну підтримку громадянам, які потрапляють у різного роду конфліктні ситуації або бажають їм запобігти, підтримує українських медіаторів та формує професійну мережу медіаторів у всьому світі.